# Лампа тлеющего свечения
Лампа тлеющего свечения — разновидность газоразрядной лампы тлеющего разряда, в которой не используется свечение положительного столба, а только свечение газа вблизи катода. Такие лампы имеют невысокий КПД, но очень малые размеры, а напряжение их зажигания сопоставимо с напряжением осветительной сети. Такие лампы применяются в основном в качестве индикаторных, сигнальных и декоративных ламп. Наиболее распространены неоновые лампы тлеющего свечения, но существуют также лампы, заполняемые другими газами, а также ртутные лампы, использующие люминофор для преобразования цвета свечения.

## Конструкция
Лампа тлеющего свечения представляет собой герметичную стеклянную колбу, заполненную инертным газом под давлением около 1% от атмосферного. Давление газа в миниатюрных лампах тлеющего свечения как правило выше, так как при работе вместе с распылением электродов происходит поглощение газа, что влияет на срок службы. Чаще всего для наполнения используется неон, дающий красновато-оранжевый цвет свечения, однако могут использоваться и другие газы, от которых зависит не только цвет свечения, но и напряжение зажигания. В некоторых видах ламп в колбу может добавляться ртуть, а сама колба покрываться изнутри люминофором. Внутри колбы на небольшом расстоянии друг от друга располагаются два электрода, которые могут иметь форму стержней, пластин, колец или более сложную. Расстояние между электродами выбирается так, чтобы при выбранных условиях в этот промежуток попадала только катодная часть разряда.

## Принцип работы

ВАХ неоновой лампы

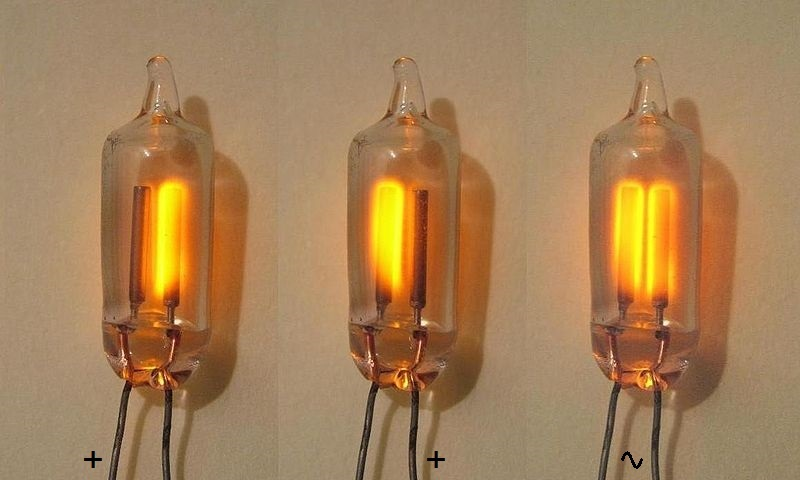
Свечение на электродах лампы NE-2 в зависимости от рода тока и полярности: слева и по центру — свечение на катоде лампы питаемой постоянным током, справа — свечение на обоих электродах лампы питаемой переменным током

В лампах тлеющего свечени используется только катодная часть разряда. В нормальном режиме разряда тлеющее свечение покрывает часть площади катода в виде светящейся плёнки. В этом режиме яркость свечения плёнки остаётся неизменной вне зависимости от пропускаемого через лампу тока, меняется лишь площадь плёнки. При переходе на режим аномального разряда плёнка покрывает уже весь катод и яркость её свечения растёт с ростом тока. При питании лампы переменным током поочерёдно светится то один электрод, то другой, в зависимости от того, на какой из них подан отрицательный потенциал.
Свет лампы обладает малой инерционностью и допускает яркостную модуляцию с частотой до 20 кГц При подключении к источнику напряжения последовательно с лампой требуется подключение токоограничительного резистора. Величина его сопротивления выбирается исходя из требуемого рабочего тока. Для многих типов ламп ток не должен превышать 1 миллиампера (типичное значение для миниатюрных ламп), однако, при снижении величины силы тока ресурс лампы увеличивается. Некоторые типы ламп содержат встроенный резистор. Подключение лампы к источнику напряжения без резистора недопустимо, поскольку приводит к перерастанию тлеющего разряда в дуговой, с возрастанием тока через неё до значения, ограниченного лишь внутренним сопротивлением источника питания и подводящих проводов, и, как следствие, свариванием электродов и коротким замыканием, с возможным разрушением баллона лампы.
Малый рабочий ток и высокое напряжение зажигания обусловливают наиболее эффективную область применения неоновых ламп как индикаторов включения питания в устройствах, подключаемых к электрической сети с напряжением 100-400 В. Напряжение зажигания лампы обычно не более 100 вольт, рабочее — порядка 40—65 вольт. Срок службы—от 200 до 5000 часов, определяется в большей части распылением электродов и жестчением (снижением давления газа из-за поглощения его распылённым материалом катода).

## Применение

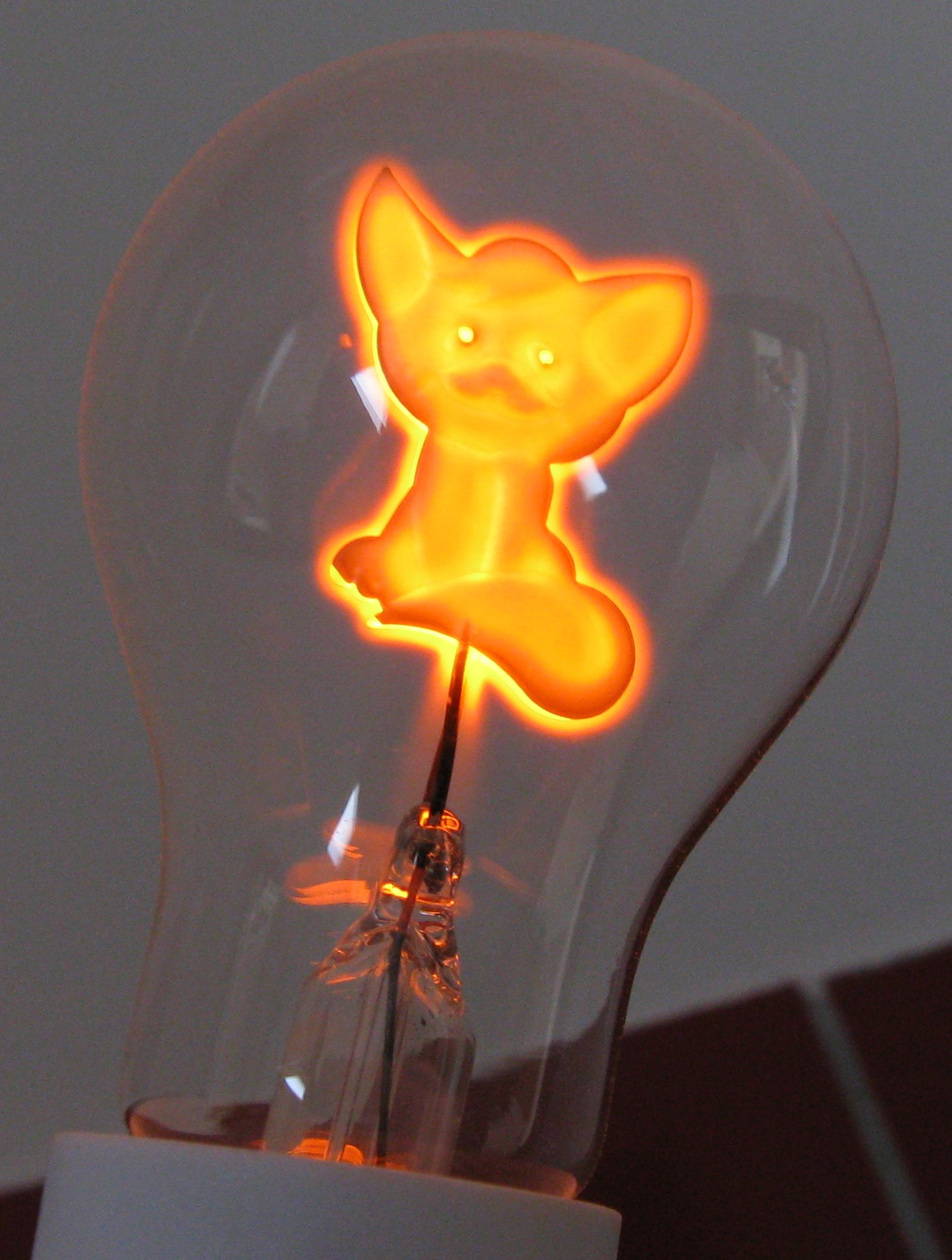
Декоративная неоновая лампа

- Ввиду очень малого тока потребления, основное назначение неоновой лампы — световая индикация электрических сигналов. В частности, лампа широко применяется в качестве индикатора включения сетевого питания 220 вольт. Изготавливались цифровые и знаковые газоразрядные индикаторы.
- Существуют декоративные лампы тлеющего свечения. Одна из особенностей неоновой лампы состоит в том, что при нормальном режиме разряда свечение покрывает не весь катод и при определённых условиях наблюдается его колебание, похожее на колебание пламени свечи. Также применяются лампы, в которых электрод покрыт люминофором для достижения различных цветов свечения.
- Минимальный ток, необходимый для зажигания неоновых ламп низкого давления настолько мал, что его может дать даже ёмкость тела человека, то есть такие лампы очень чувствительны. Это свойство используют в пробниках-индикаторах, позволяющих обнаруживать наличие переменного напряжения на фазном проводе осветительной электросети или на корпусах приборов. Такой пробник должен в обязательном порядке содержать резистор номиналом порядка 1 МОм, включённый последовательно с неоновой лампой, для исключения возможности поражения человека электрическим током.
- Как почти все газоразрядные лампы, неоновая лампа может светиться без подключения её выводов к электрической сети — от воздействия электромагнитного поля, например, вблизи антенны мощного радиопередатчика, плазменной лампы или трансформатора Теслы. Примером такой лампы является лампа Бализор, используемая для подсветки высоковольтных проводов ЛЭП.
- Тлеющее свечение обладает малой инерционностью, благодаря чему может использоваться в различных стробоскопах. Также это свойство использовалось в раннем звуковом кино для записи звуковой дорожки, а также в механическом телевидении.